# Erannis radiata
Erannis radiata là một loài bướm đêm trong họ Geometridae.